# Petaling Jaya
Petaling Jaya è una città della Malaysia, situata nello Stato di Selangor.